# Gnamptogenys bicolor
Gnamptogenys bicolor är en myrart som först beskrevs av Carlo Emery 1889.  Gnamptogenys bicolor ingår i släktet Gnamptogenys och familjen myror. Inga underarter finns listade i Catalogue of Life.